# Herrschaft Biberbach

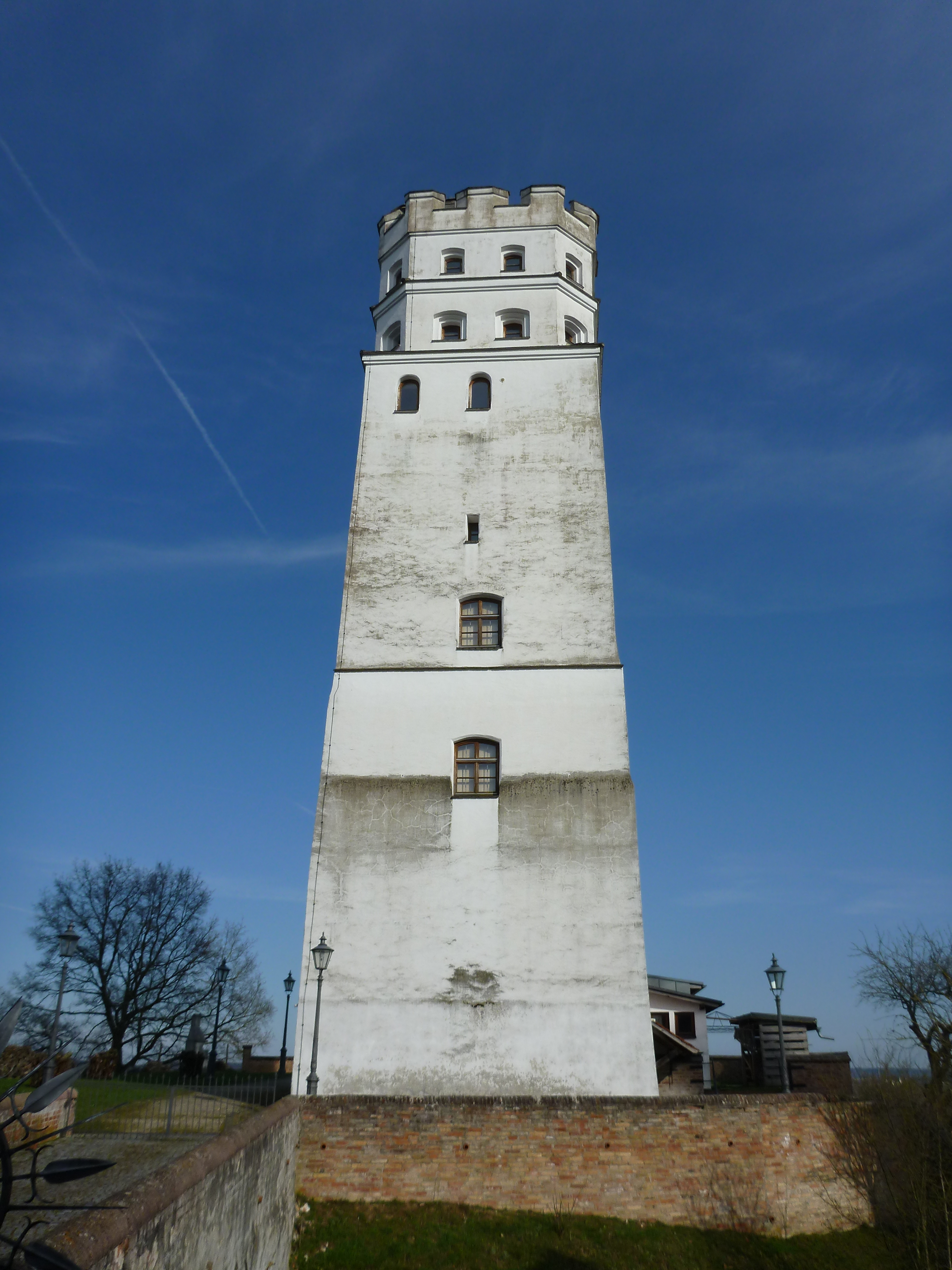
Turm der Burg Markt aus dem 16. Jahrhundert

Die Herrschaft Biberbach im Gebiet der heutigen Landkreise Augsburg und Dillingen an der Donau war eine Herrschaft im Heiligen Römischen Reich.

## Geschichte
Die Herrschaft Biberbach mit Sitz auf Burg Markt in Markt, heute ein Ortsteil von Biberbach im Landkreis Augsburg in Bayern, wurde im 11. Jahrhundert erstmals namentlich erwähnt. Im 14. Jahrhundert gehörte die Herrschaft mit Eisenbrechtshofen, Feigenhofen, Langenreichen und Prettelshofen den Pappenheimern. 
Hans Marschall von Biberbach verkaufte 1514 die Herrschaft an Kaiser Maximilian I. Die Herrschaft Biberbach wurde bald danach durch Jakob Fugger zur Tilgung von Schulden des Kaisers erworben. Im Rahmen der Mediatisierung im Jahr 1806 kam die Herrschaft Biberbach unter die Landeshoheit von Bayern.

## Besitzungen
- Albertshofen (15 Anwesen), Anzenhofen (1 Anwesen), Baletshof (1 Anwesen), Biberbach (85 Anwesen), Dennhof (1 Anwesen), Dennhofmühle (1 Anwesen), Ehekirchmühle (1 Anwesen), Eichelhof (1 Anwesen), Eisenbrechtshofen (29 Anwesen), Feigenhofen (27 Anwesen), Furtmühle (1 Anwesen), Kleemeisterhaus (1 Anwesen), Langenreichen (58 Anwesen), Langenreichermühle (1 Anwesen), Markt (61 Anwesen), Prettelshofen (28 Anwesen), Zeisenried (1 Anwesen), Zollhaus (1 Anwesen)[1]